# Xanadu (comédie musicale)
Pour les articles homonymes, voir Xanadu.
Xanadu est une comédie musicale juke-box de Douglas Carter Beane avec les paroles et musiques de John Farrar et Jeff Lynne, basée sur le film homonyme des années 1980 qui est lui-même inspiré par le film de Rita Hayworth L'Étoile des étoiles.
L'histoire raconte les aventures de Clio, une muse grecque qui descend du Mont Olympe pour aller à Venice Beach, en Californie, en 1980. Elle part aider Sonny Malone, un jeune artiste en difficulté, à réaliser son rêve, créer un roller disco (une discothèque où les gens dansent en rollers). Déguisée en roller girl australienne et sous le nom de Kira, la belle tombe amoureuse de Sonny mais l'amour entre mortel et immortel est interdit.
La comédie musicale a été créée à Broadway en 2007 et a été présentée plus de 500 fois. Elle a été récompensée d'un Outer Critics Circle Award dans la catégorie Meilleure comédie musicale. La tournée américaine débuta officiellement le 15 décembre 2009. Une production coréenne a été créée depuis.

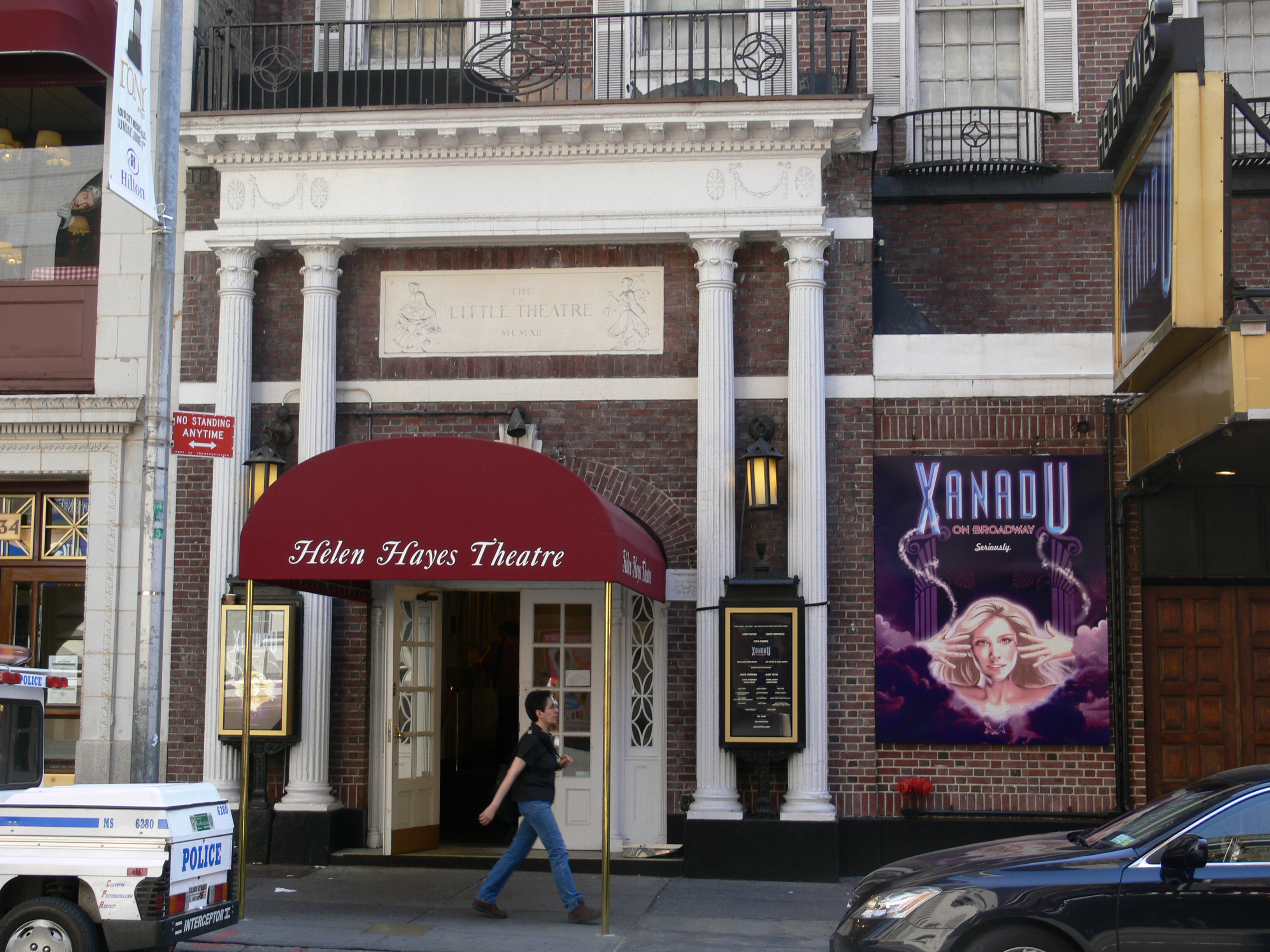
Xanadu à l'affiche du Helen Hayes Theatre, en 2007.

## Chansons
- "I'm Alive" – Clio/Kira et les muses
- "Magic" – Kira
- "Evil Woman"– Melpomene, Calliope et les sirènes
- "Suddenly" – Kira et Sonny
- "Whenever You're Away From Me" – Danny et Kira
- "Dancin’" – Danny, Sonny et les muses
- "Strange Magic" – Melpomene, Calliope et Kira
- "All Over the World" – Sonny, Danny et les muses
- "Don't Walk Away" – Sonny, Danny et les muses
- "Fool" – Kira et les muses
- "The Fall" – Sonny et les muses
- "Suspended in Time" – Kira and Sonny
- "Have You Never Been Mellow" – Kira et le dieux grec
- "I'm Free" Kira, Sonny, et Pegasus
- "Xanadu" – Kira, Sonny, Danny et les muses

## Distribution
| Personnage                                                 | Broadway 2007                 | Tournée américaine de 2008 |
| ---------------------------------------------------------- | ----------------------------- | -------------------------- |
| Clio / Kira                                                | Kerry Butler                  | Elizabeth Stanley          |
| Sonny Malone                                               | Cheyenne Jackson              | Max von Essen              |
| Danny Maguire, Zeus                                        | Tony Roberts                  | Larry Marshall             |
| Calliope, Aphrodite                                        | Jackie Hoffman                | Annie Golden               |
| Melpomène, Méduse                                          | Mary Testa                    | Natasha Yvette Williams    |
| Thalie, Sirène, '80s Singer, Cyclope                       | Curtis Holbrook (Young Danny) | Jason Michael Snow (Éros)  |
| Euterpe, Sirène, '40s Singer, Thétis                       | Anika Larsen                  | Veronica J Kuehn           |
| Érato, Siren, '40s Singer, Héra                            | Kenita R. Miller (Éros)       | Chauntee Schuler           |
| Terpsichore, Suthiba, Siren, '80s Singer, Hermès, Centaure | Andre Ward                    | Jesse Nager (Young Danny)  |

## Récompenses et nominations
| Année | Cérémonie        | Catégorie                                   | Nominés                    | Résultat   | Ref   |
| ----- | ---------------- | ------------------------------------------- | -------------------------- | ---------- | ----- |
| 2008  | Tony Award       | Meilleure comédie musicale                  | Meilleure comédie musicale | Nomination | [ 1 ] |
| 2008  | Tony Award       | Meilleur livret                             | Douglas Carter Beane       | Nomination | [ 1 ] |
| 2008  | Tony Award       | Meilleure actrice dans une comédie musicale | Kerry Butler               | Nomination | [ 1 ] |
| 2008  | Tony Award       | Meilleure Chorégraphie                      | Dan Knechtges              | Nomination | [ 1 ] |
| 2008  | Drama Desk Award | Outstanding Musical                         | Outstanding Musical        | Nomination | [ 2 ] |
| 2008  | Drama Desk Award | Outstanding Book of a Musical               | Douglas Carter Beane       | Lauréat    | [ 2 ] |
| 2008  | Drama Desk Award | Outstanding Actor in a Musical              | Cheyenne Jackson           | Nomination | [ 2 ] |
| 2008  | Drama Desk Award | Outstanding Featured Actress in a Musical   | Mary Testa                 | Nomination | [ 2 ] |
| 2008  | Drama Desk Award | Outstanding Director of a Musical           | Christopher Ashley         | Nomination | [ 2 ] |
| 2008  | Drama Desk Award | Outstanding Choreography                    | Dan Knechtges              | Nomination | [ 2 ] |